# Marc Cools
Pour les articles homonymes, voir Cools (homonymie).
Marc Cools, né le 1er janvier 1956 à Etterbeek, est un homme politique belge francophone, ancien membre du MR. Il est depuis sa fondation, le 24 avril 2025, porte-paroles de LIB.RES.

## Biographie
Marc Cools est ingénieur commercial de formation, fonctionnaire au ministère des Finances et conseiller financier.
Depuis 1990, il est premier échevin de la commune d'Uccle et échevin de l'urbanisme, de l'environnement, du logement, des propriétés communales et de la gestion du personnel.
Il est président de l'Association de la ville et des communes de la région de Bruxelles-Capitale depuis 2004 et de l'Union des villes et communes belges.
Il est député du Parlement bruxellois de 1989 à 2004 et vice-président du Parlement bruxellois de 1999 à 2002. Il a été qualifié de parlementaire le plus actif par le journal Le Soir[réf. nécessaire].
Il est président du groupe libéral démocrate au Congrès des pouvoirs locaux et régionaux du Conseil de l'Europe où il milite pour la défense de l'autonomie locale et les droits de l'homme partout en Europe[réf. nécessaire].
En 2017, Marc Cools est le premier mandataire ucclois à avoir publié sur internet ses rémunérations brutes liées à tous ses mandats politiques.
Le 17 juin 2017, après la démission d'Armand De Decker, impliqué dans l'affaire Chodiev, il devient bourgmestre d'Uccle ad interim mais, le 25 juin suivant, c'est Boris Dilliès qui lui est préféré par les élus MR de la commune pour briguer le poste de bourgmestre. Son interim se termine le 14 septembre suivant quand Dilliès prête serment.
Il est exclu du MR 48 heures après avoir déclaré que le MR devait cesser de courir derrière la N-VA et avoir voté au Conseil communal une motion contre le projet du gouvernement belge concernant les visites domiciliaires qui seraient rendues possibles sans l'autorisation d'un juge.
Il conduit aux élections communales du 14 octobre 2018 une liste baptisée « Uccle en avant ». Celle-ci termine à la quatrième place avec 9,44 % des voix.
Il est marié et père de trois filles.